# Пьераника
Пьераника (итал. Pieranica) — коммуна в Италии, располагается в регионе Ломбардия, в провинции Кремона.
Население составляет 998 человек (2008 г.), плотность населения составляет 499 чел./км². Занимает площадь 2 км². Почтовый индекс — 26017. Телефонный код — 0373.
Покровителем коммуны почитается священномученик Власий Севастийский (San Biagio), празднование 3 февраля.

## Демография
Динамика населения:

## Администрация коммуны
- Официальный сайт: http://www.comune.pieranica.cr.it